# Ctenicera moerens
Ctenicera moerens is een keversoort uit de familie kniptorren (Elateridae). De wetenschappelijke naam van de soort is voor het eerst geldig gepubliceerd in 1866 door LeConte.